# جوليان كينغ
جوليان كينغ (بالإنجليزية: Julian King)‏ (و. 1964  م) هو دبلوماسي، وسياسي بريطاني، هو عضوٌ سياسي مستقل.

## مناصب
تولى منصب المفوض الأوروبي للاتحاد الأمني ‏ (منذ 19 سبتمبر 2016)
- سفير المملكة المتحدة لدى فرنسا  [لغات أخرى]‏ (1 فبراير 2016–19 سبتمبر 2016)[1]
- سفير المملكة المتحدة لدى أيرلندا (2009–2012)[1]
- United Kingdom Permanent Representative to the Western European Union ‏ (2004–2007)[1]
- United Kingdom Permanent Representative to the European Union Political and Security Committee ‏ (2004–2007).[1]

## التعليم
تعلم في كلية القديس بطرس ‏، والمدرسة الوطنية للإدارة.

## جوائز
حصل على جوائز منها:
- شريك وسام القديس ميخائيل والقديس جورج.

## روابط خارجية
- جوليان كينغ على موقع مونزينجر (الألمانية)